# 郭晓东 (少将)
郭晓东（1960年11月—），内蒙古赤峰人，蒙古族，中国人民解放军少将，第十三届全国人民代表大会代表。

## 生平
郭晓东曾任中国人民解放军北京军区干部部副部长、中国人民解放军陆军第六十五集团军某师政治委员。2009年3月任中国人民解放军陆军第六十五集团军副政治委员。2015年7月接替到龄退役的李光聚少将，升任中国人民解放军河北省军区政治委员。2015年9月转任中国人民解放军济南军区陆军第二十六集团军政治委员。2017年，调任新调整组建的中国人民解放军北部战区陆军第七十八集团军政治委员。2018年2月24日，当选为第十三届全国人大代表。2018年11月，转任南部战区政治工作部副主任。